# Campionati tedeschi di sci alpino 1982
Ai Campionati tedeschi di sci alpino 1982 furono assegnati i titoli di slalom gigante e slalom speciale, sia maschili sia femminili, e di discesa libera maschile.

## Risultati
| Specialità      | Uomini          | Donne         |
| --------------- | --------------- | ------------- |
| Discesa libera  | Sepp Wildgruber | non assegnato |
| Slalom gigante  | Egon Hirt       | Maria Epple   |
| Slalom speciale | Florian Beck    | Maria Epple   |